# Rempercentage
Het rempercentage (of remverhouding) is een dimensieloze eenheid voor de remkracht van een trein. Het is de verhouding tussen het beschikbare remgewicht en het treingewicht.

## Berekening
Het rempercentage is de verhouding tussen de som van de remgewichten en het treingewicht (totale massa van spoorvoertuigen en belading), vermenigvuldigd met 100% en afgerond naar beneden op hele procenten.
{\displaystyle Rempercentage={\frac {Remgewicht}{Treingewicht}}{\cdot 100\%}}
Per wet is een minimum rempercentage vastgelegd, die waarborgt dat een trein op tijd stil komt te staan vanaf de toegelaten maximumsnelheid. Dit is onder andere afhankelijk van de remstand. In veel landen, waaronder Duitsland, is het minimale rempercentage per baanvak apart vastgelegd en afhankelijk van de topografie (voornamelijk van de hellingen). Nederlandse wetgeving maakt geen onderscheid per baanvak.

## Treingewicht
Het treingewicht is de totale massa een trein, dat wil zeggen de opgetelde massa's van de spoorvoertuigen en de lading (indien aanwezig). Als personenrijtuigen leeg en afgesloten vervoerd worden mag het eigen gewicht genomen worden. In de gewone dienst moet het meestal op de zijwand vermelde beladen gewicht worden genomen. Indien een dergelijke aanduiding niet aanwezig is dan gelden de onderstaande waarden:
- 4 ton bij een zitrijtuig eerste klasse
- 6 ton bij een rijtuig tweede klasse met 80 zitplaatsen of meer
- 0 ton bij een restauratierijtuig
- 2 ton bij een rijtuig met restauratie-afdeling
- 2 ton bij een slaaprijtuig
- 4 ton bij een ligrijtuig eerste klasse
- 5 ton bij overige rijtuigen
- 1 ton per auto inclusief eventuele aanhanger (bij dubbeldek-autowagens)

Bij goederenwagens dient de massa van de lading bij het eigen gewicht te worden opgeteld (afgerond op hele tonnen). Indien de massa van de belading niet gekend is, moet het maximumdraagvermogen worden genomen.

## Remwegafstand

### Nederland
Voor Nederland dient het rempercentage zodanig te zijn dat de trein aan de onderstaande maximale remweg kan voldoen op een dalende helling van 5‰ (5 meter daling per kilometer).
| Treinsnelheid         | Maximale remweg |
| --------------------- | --------------- |
| Vmax = 40 km/u        | 0400 m          |
| 040 < Vmax = 060 km/u | 0500 m          |
| 060 < Vmax = 080 km/u | 0800 m          |
| 080 < Vmax = 130 km/u | 1000 m          |
| 130 < Vmax = 160 km/u | 1150 m          |

### Duitsland
De remwegafstanden tussen voor- en hoofdsein zijn in Duitsland verstgesteld op 400 m, 700 m, 1000 m en 1300 m. De eerste twee waarden gelden, afhankelijk van de maximumsnelheid, voor zogenaamde 'Nebenbahnen' (waarop o.a. niet harder dan 100 km/h mag worden gereden). De 1000 m-norm voor zogenaamde 'Hauptbahnen' en de 1300 m-norm voor baanvakken waarop harder dan 160 km/h mag wordt gereden. Als een trein aan de gegeven remwegafstanden kan voldoen, mag deze met baanvaksnelheid rijden, anders moet de maximumsnelheid omlaag tot een niveau waarbij de remwegafstanden wel gehaald kunnen worden.
Aan de hand van tabellen voor de vier genoemde remwegafstanden en gegevens over het betreffende baanvak (hellingen en lokaal toegestane snelheid) kan worden uitgerekend welk rempercentage nodig is met een bepaalde snelheid op het baanvak te mogen rijden.

### Zwitserland
De remwegafstanden zijn in Zwitserland afhankelijk van de baanvaksnelheid van de zogenaamde 'Normzugreihe'. Daarvan kan worden afgeleid wat de toegestane maximumsnelheid van een treincategorie op het betreffende baanvak is. Vervolgens zijn daarvoor minimale rempercentages gedefinieerd. Indien daar niet aan voldaan kan worden, moet de maximumsnelheid omlaag tot met het beschikbare rempercentage de remwegafstanden gehaald kunnen worden.

## Oude definities
In 1893 werd voor het eerst het begrip remverhouding gedefinieerd, in de 'Betriebsordnung für die Haupteisenbahnen Deutschlands'. Dit getal was de verhouding van het aantal geremde assen ten opzichte van het totale aantal assen in de trein.
Het begrip rempercentage werd vroeger gebruikt voor de met honderd vermenigvuldigde verhouding van het gewicht van beremde wagens met het totale gewicht van de trein.